# Hemmertoren

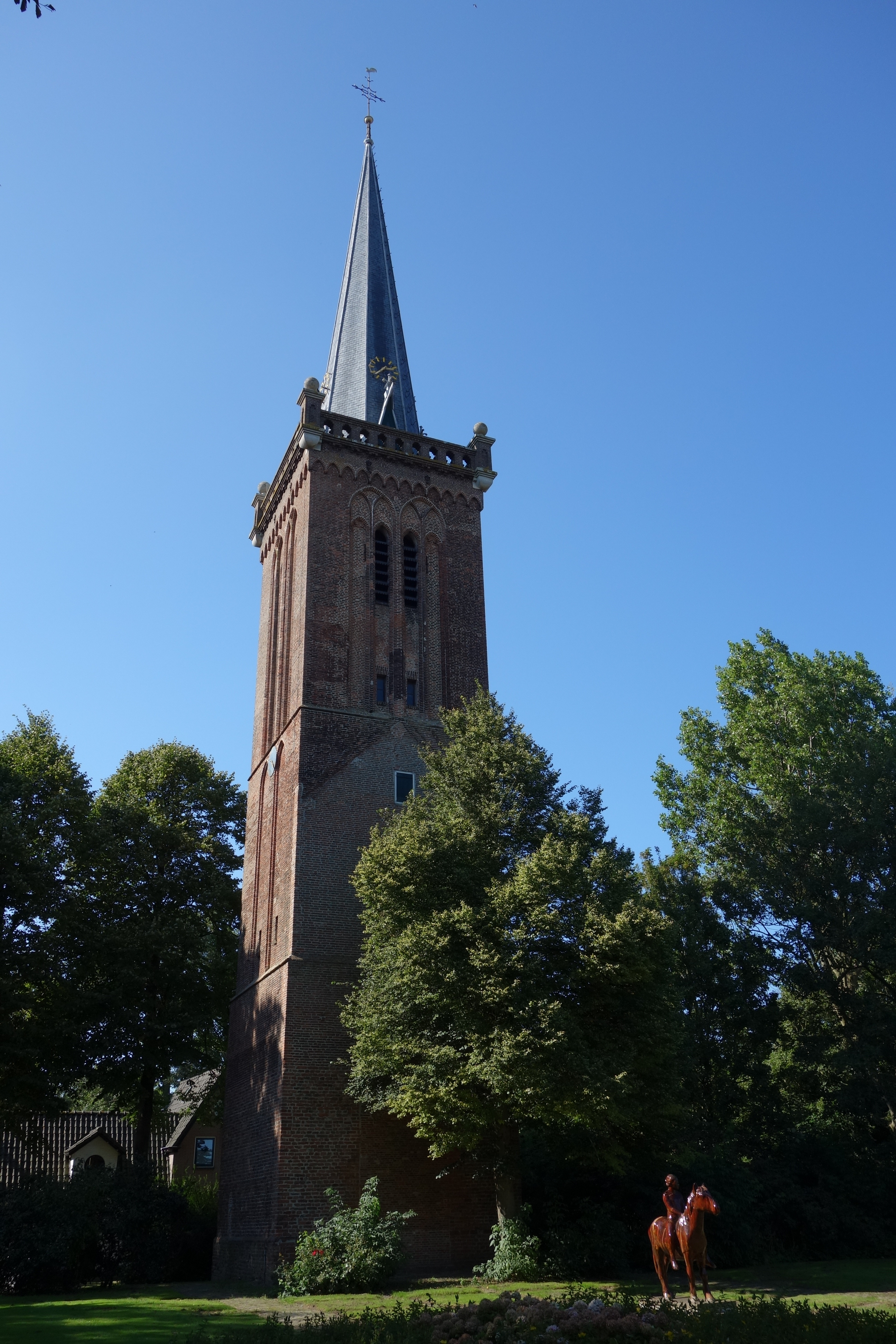
De Hemmertoren

De Hemmertoren is een toren op de Torenweg in het Noord-Hollandse dorp Hem.
De kerk zelf, gebouwd omstreeks 1750, is in 1968 gesloopt, nadat er brand in het gebouw had gewoed en de Hervormde Gemeente niet in staat was een restauratie te bekostigen.
De toren, indertijd eigendom van de gemeente Venhuizen, had geen noemenswaardige schade opgelopen en is blijven staan. Het uurwerk is nog steeds in gebruik.